# Consejo Superior Nacional de los Helenos
El Consejo Superior Nacional de los Helenos (en griego: Ύπατο Συμβούλιο των Ελλήνων Εθνικών) es una organización establecida en Grecia en 1997 para defender y restaurar la tradición étnica y politeísta griega en la sociedad griega actual. La organización nació de la unión de varios grupos independientes de revivalismo helénico. 
Las convicciones éticas del politeísmo helénico moderno están muchas veces inspiradas en las virtudes del antiguo griego, tales como la reciprocidad, la hospitalidad y la moderación.

## Orígenes

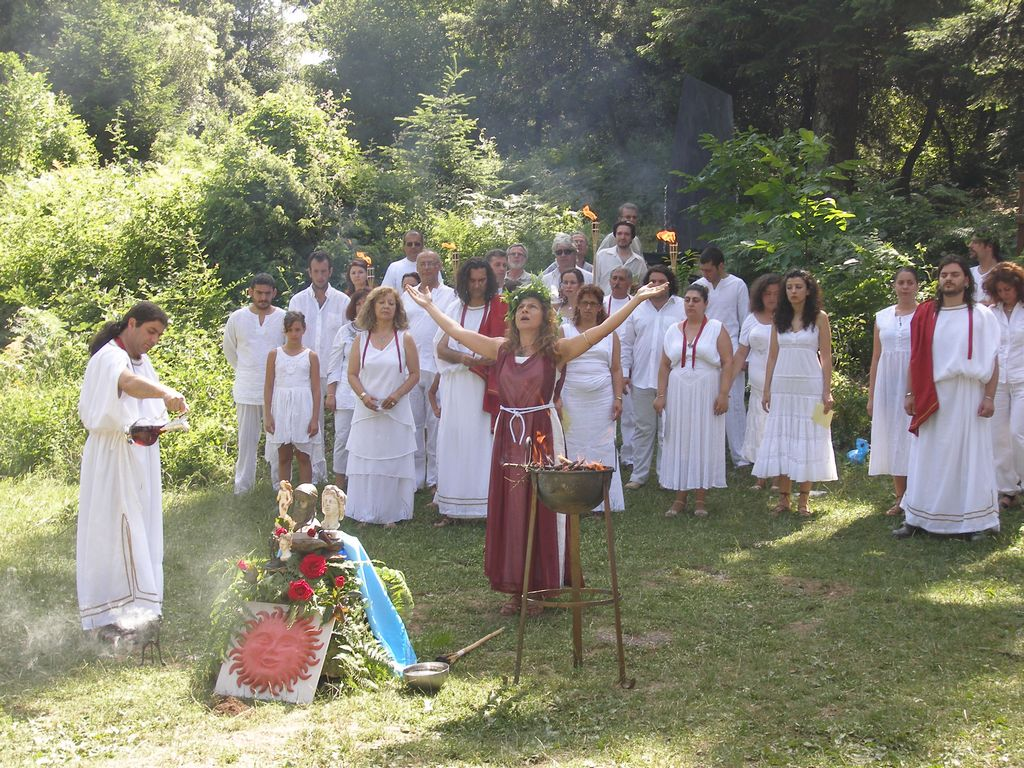
Ceremonia del YSEE

El YSEE fue establecida en Grecia en 1997 como resultado de acercamientos entre agrupaciones que practicaban el helenismo antiguo. 
Los seguidores que practican este culto llegan a los 100 000 griegos, mientras que los miembros fundadores son 2000, aunque el grupo admite que el número de seguidores podría ser mucho mayor. 
Esta entidad es miembro fundador del Congreso Europeo de Religiones Étnicas, y patrocinó el séptimo Congreso anual CERE en junio de 2004. Es también miembro del programa de la Unión Europea contra la discriminación. 
Como contexto, el neohelenismo es un fenómeno cultural activo en Grecia y en otras zonas del mundo. Este fenómeno neohelénico presenta recuperaciones muy variadas, en particular antropológicas, sociológicas y religiosas, que cubren varios campos de la visión humana del mundo, de la valorización de la figura femenina en la sociedad, y una idea de política muy similar a la de la Grecia antigua. Los grupos dodecateicos neohelénicos se caracterizan por una sólida base común.

## Eventos

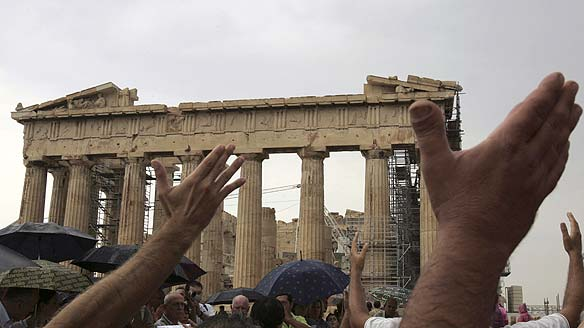
Celebraciones del YSEE en el Partenón, Atenas (Grecia)

Además de sus actividades políticas, el YSEE realiza rituales y ceremonias helénicas, incluyendo el festival anual Prometea en el Monte Olimpo. Unas 2500 personas asistieron a la edición de 2005, convirtiéndolo en la reunión con más gente del mundo moderno. El festival incluye charlas de temas filosóficos y religiosos, teatro y espectáculos artísticos así como rituales religiosos y ceremonias.
Desde su fundación, ha distribuido unas 200 cartas de protesta pidiendo una mayor libertad religiosa para esta religión en Grecia y ha realizado unos 800 eventos educativos.

## El culto helénico antiguo
Los politeístas helénicos adoran a los antiguos dioses, incluidos los Olímpicos, divinidades de la naturaleza, dioses del submundo y héroes. Tanto antepasados físicos como espirituales son adorados. Es una religión votiva o devocional basada en el cambio de ofrendas con el fin de obtener la bendición de los dioses. 

## Legitimidad

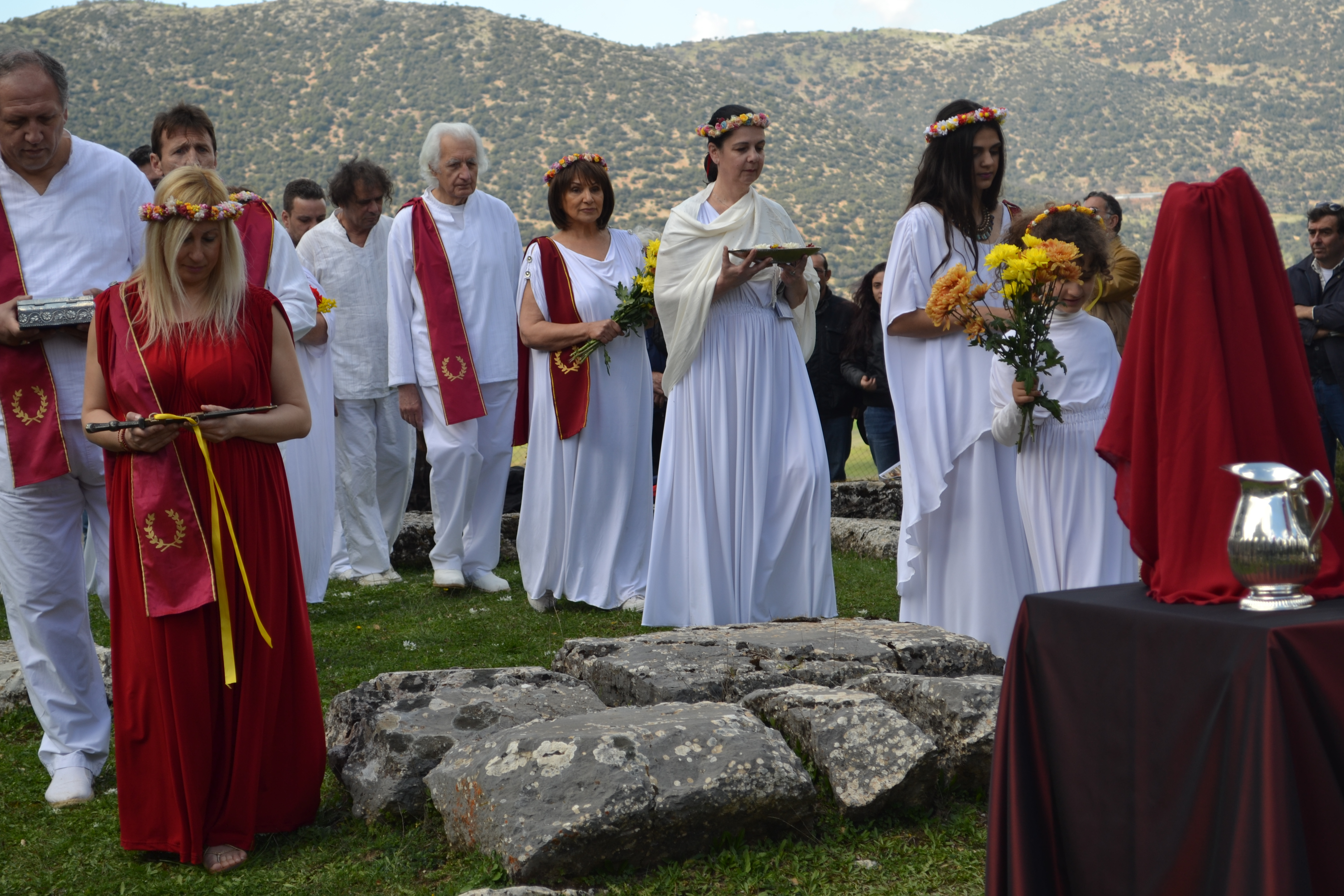
Ceremonia del equinoccio de primavera en el templo de Artemisa en el Peloponeso, al sur de Grecia

Este grupo religioso sufre diferentes grados de discriminación por parte de la Iglesia Ortodoxa Griega. Uno de los principales objetivos del YSEE es el reconocimiento legal de la religión, la cual no se reconocía como "persona legal de ley pública" en Grecia. Una consecuencia de esta falta de reconocimiento legal es que no ha podido establecer lugares permanentes de culto. Tras casi 10 años de reclamos, finalmente en el 2006 pudo legitimarse, cuando las cortes griegas levantaron la prohibición recientemente del culto a dioses (politeísmo), lo que da por finalizado un muy largo período de prohibición de esta religión por casi 1700 años, según refiere el YSEE, el cual comenzó (tras la ocupación romana de Grecia) con el edicto de Tesalónica, dictado en el 380 d. C. por el emperador romano Teodosio, que prohibía el culto a las deidades étnicas, y establecía solamente el culto a un solo dios, el cristiano, y la sistematización de esta nueva religión como control social, dando comienzo a un muy largo y penoso período de persecuciones y matanzas de todo tipo, conocido como inquisición.

## Sedes
El Concejo Superior Nacional de los Helenos posee sedes y representación en Estados Unidos, Canadá, Alemania y Brasil, ofreciendo lecturas, eventos, y apoyando a los practicantes de la religión fuera de Grecia.